# 东早鸡
东早鸡，又称龙鸡（英語：Dragon Chicken），是越南兴安省快州县东早社特产的家鸡品種。
东早鸡以其巨大的鸡脚著称，因其肉质鲜美，在越南被视为一种美食。因其鸡腿使孵化困难，使得这种鸡成为一个昂贵的品种。待生长8个月至1年的时间后，体重达到3至5公斤时，才能够屠宰，制成可口的美食。